# John Houseman
John Houseman (født Jacques Haussmann; 22. september 1902, død 31. oktober 1988) var en britisk-amerikansk skuespiller, musikpædagog, lektor og producent.
Han blev kendt for sit højt publicerede samarbejde med instruktør Orson Welles fra deres dage i Federal Theatre Project og til produktion af Citizen Kane og sit store samarbejde med forfatter Raymond Chandlers berusede manuskript som producer af Regnvejrsmordet. Han er måske bedst kendt for sin rolle som professor Charles W. Kingsfield i filmen Super-studenten fra 1973, som han vandt en Oscar for bedste mandlige birolle. Han gentog sin rolle som Kingsfield i den efterfølgende tv-serie tilpasning af Super-studenten. Houseman var også kendt for sine reklamer for mæglerfirmaet Smith Barney. Han havde en særprægende midtatlantisk engelsk accent; fælles for mange skuespillere i sin generation.